# Мишкін Анатолій Дмитрович
Мишкін Анатолій Дмитрович (14 серпня 1954) — радянський баскетболіст.
Бронзовий призер Олімпійських Ігор 1976, 1980 років.
Чемпіон світу 1982 року, срібний призер 1978 року.
Чемпіон Європи 1979, 1981 років, срібний призер 1977 року, бронзовий призер 1973, 1983 років.